# Annie Dove Denmark
Annie Dove Denmark   (Goldsboro, 29 de setembre de 1887 - 16 de gener de 1974) va ser una educadora musical i administradora acadèmica nord-americana que va ser la cinquena presidenta de l'Anderson College (actualment Anderson University) a Anderson, Carolina del Sud, de 1928 a 1953.
Va ser una música talentosa en la seva joventut, Denmark va assistir a la Baptist University for Women (actualment Meredith College) i es va graduar amb un diploma com a pianista el 1908. Va començar la seva carrera com a docent més endavant aquell mateix any. Durant un període de vuit anys, va ensenyar piano a la Buies Creek Academy, al Tennessee College per a dones i al Shorter College. Va continuar els seus estudis a mesura que avançava la seva carrera; va passar l'estiu de 1909 a la ciutat de Nova York estudiant amb Rafael Joseffy, l'any acadèmic 1916–1917 estudiant amb Alberto Jonás, i alguns estius, durant la seva estada a Anderson, assistint al Chautauqua Institute. Va començar a ensenyar a Anderson a l'inici del curs acadèmic 1917-1918. Després de la renúncia del president d'Anderson , John E. White, el setembre de 1927, el seu nom es va presentar com a potencial successora i va obtenir el suport total dels patrons el desembre d'aquell any.
Denmark va passar a la cinquena presidenta d'Anderson el gener de 1928; se la cita habitualment com la primera dona presidenta d'una universitat o universitat de Carolina del Sud, tot i que aquesta afirmació és incorrecta. Assumint el gran deute que tenia l'escola, la va guiar durant la Gran Depressió i va supervisar la transició d'Anderson d'una universitat cursos de quatre anys a una universitat amb cursos de dos anys, la primera d'aquest tipus a l'estat. La resta del deute de la universitat va ser pagat per la Convenció Baptista de Carolina del Sud el maig de 1938, i l'assistència va augmentar a mesura que va acabar la Segona Guerra Mundial i l'escola va inscriure més homes que mai des que es va convertir en coeducativa el 1931. Va anunciar la seva dimissió l'abril de 1952 i finalment va deixar el càrrec al maig de 1953 després de l'inici d'aquell any, concloent una presidència de 25 anys que segueix sent la més llarga de la història d'Anderson. Va ser escollida ràpidament presidenta emèrita pels síndics i li van donar un apartament al campus, tot i que es va retirar a la seva ciutat natal de Goldsboro, Carolina del Nord, on va viure fins a la seva mort el 1974.
Va rebre múltiples honorífics durant la seva vida i fins i tot després de la seva mort: la Universitat de Furman li va concedir un títol honorífic el 1941, Anderson va establir la Societat de Denmark i el premi Annie Dove Denmark el 1944 i el 1976, respectivament, va donar nom a un edifici de dormitoris al campus el 1966 i va ser inclòs al Saló de la Fama del Museu del Comtat d'Anderson el 2004.